# الجمهوریه
الجمهوریه(به عربی مصری:الگُمْهوریَّه) نام یک روزنامه دولتی در کشور مصر است که مرکز آن در شهر قاهره قرار دارد.